# Carnyx
Il carnyx è uno strumento musicale a fiato celtico di fattura zoomorfa, solitamente a bocca di cinghiale, di drago, di serpente o di cavallo, il cui uso è attestato tra il 300 a.C. e il 200 d.C.. L'etimologia del nome è riconducibile alle radici galliche carn- o cern-, rispettivamente "palchi" e "corno".
Tra le testimonianze che ci sono pervenute di questo strumento abbiamo quella della targhetta di Gulderstrup, della prima metà del I secolo a.C., che raffigura un musicista  intento ad suonare lo strumento.

## Galleria d'immagini

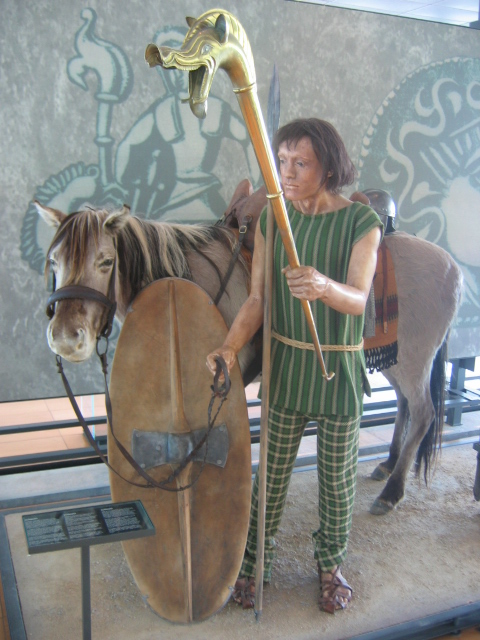
Ricostruzione dello strumento al museo di Bibracte
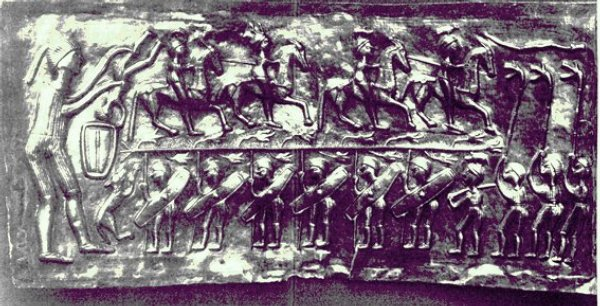
Il calderone di Gundestrup con tre suonatori di carnyx a destra
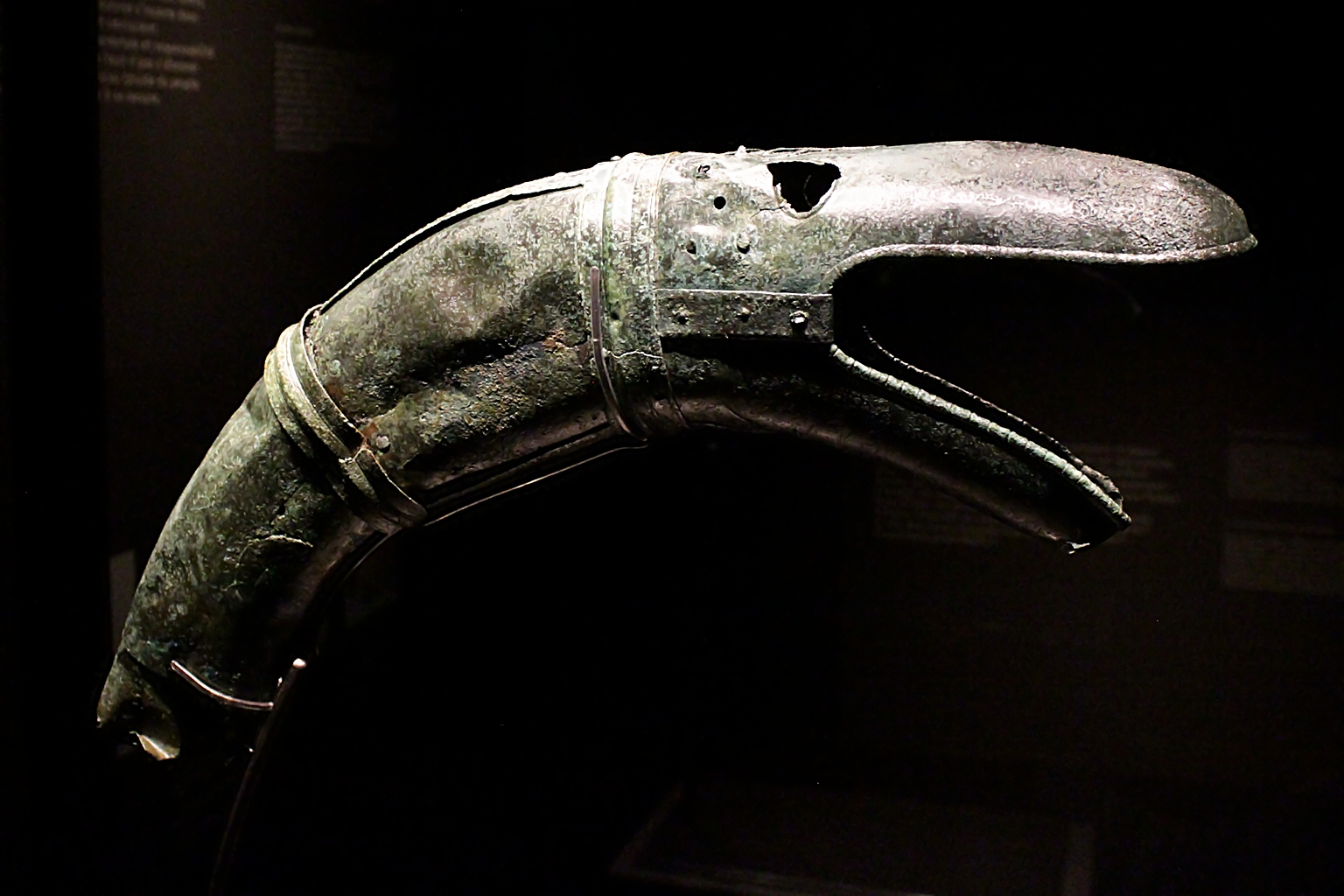
Il carnyx a bocca di serpente scoperto a Tintignac (Francia).